# Gregg Valentino
Gregg Valentino (* 5. srpna 1960 Bronx, New York) je kontroverzní italsko-americký kulturista, který je znám tím, že má největší paže na světě vyhnané dopingem. Nyní žije v Yorktownu, New York.
Již v mládí byl velmi aktivní kulturista, nikdy však nebyl spokojen se svojí velikostí. Po 23 letech naturálního tréninku (tj. bez dopingu) se uchýlil k anabolikám jako jsou propionáty testosteronu, Boldenon a jiné, aby podnítil své svalstvo k růstu. Někteří odborníci tvrdí, že Valentino trpí svalovou dysmorfií.[zdroj?]
Valentino byl v roce 2005 v dokumentu „The Man Whose Arms Exploded“ (Muž, jehož paže explodovaly), pojednávající o účinku anabolických steroidů. V tomto dokumentu vzpomíná na zneužívání steroidů a také jak nebral ohledy na možnost infekce. Následně dostal velmi vážnou infekci do levého bicepsu. Po neúspěšném vlastním pokusu o vymáčknutí krevní sraženiny (hematom), používá tu samou injekci a vyndavá „dvě sklenice krve a hnisu“ a vyhledává lékařskou pohotovost. Jeho paži se podaří zachránit za cenu významné redukce velikosti a tvaru bicepsu.
Valentino se také přiznává k tomu, že byl drogový dealer, kdy postupně dealoval tvrdší drogy. Nakonec jej zatkli a na rok uvěznili.
Mnoho pozorovatelů kulturistiky soudí, že Valentino hodně zneužíval Synthol (který také prodával na svém webu),
 který způsobuje oblý tvar svalů, jak je často vidět na fotografiích s ním.
Valentino také popírá, že by přijal peníze za natočenou reportáž.